# Helene P. Foley
Helene Peet Foley (* 29. November 1942) ist eine US-amerikanische Gräzistin.
Foley erwarb ihren B.A. 1964 am Swarthmore College und setzte ihre Studien 1966 mit einem MAT (Master of Arts in Teaching) in Englisch und 1967 mit einem M.A. in Classics an der Yale University fort. Zum PhD promoviert wurde sie 1975 an der Harvard University mit einer Dissertation über Ritual Irony in the Bacchae and Other Late Euripidean Plays.
Sie lehrte von 1973 bis 1979 als Assistant und Assistant Professor an der Stanford University, um darauf an das Barnard College zu wechseln. Dort war sie von 1979 bis 1984 Assistant Professor, von 1984 bis 1989 Associate Professor, von 1990 an Professor, von 1990 bis 1997 der Ann Whitney Olin Professor of Classics. Sie gehört seit 1984 auch der Graduate Faculty der Columbia University an.
Zudem war sie 1988 President der American Philological Association (nunmehr Society for Classical Studies). 2007/2008 war sie der 94. Sather Professor. In ihren dortigen Vorlesungen ging es um die Wiederaufführungen griechischer Tragödien in Amerika, in denen aktuelle Themen wie Sklaverei, Rasse, die Stellung von Frauen, Immigration und Identität thematisiert wurden. 2008 wurde sie zum Mitglied der American Academy of Arts and Sciences gewählt. Sie war zudem 1987 Gastprofessor am Dartmouth College, 1988 an der New York University, 1989 an der University of California at Berkeley.
Schwerpunkte ihrer Forschungen sind das homerische Epos, die griechische Tragödie und Komödie, Frauen und gender in der Antike und die Rezeption der griechischen Tragödie.

## Schriften (Auswahl)
- Euripides, Hecuba. (Bloomsbury Companions to Greek and Roman Tragedy). Bloomsbury, London 2014.
- Reimagining Greek Tragedy on the American Stage. University of California Press, Berkeley and Los Angeles 2012.
- (Hrsg. mit Erin B. Mee): Antigone on the Contemporary World Stage. Oxford University Press, Oxford 2011.
- (Hrsg. mit Chris Kraus, Simon Goldhill und Jas Elsner): Visualizing the Tragic: Drama, Myth, and Ritual in Greek Art and Literature. Essays in Honour of Froma Zeitlin. Oxford University Press, Oxford 2007.
- Female Acts in Greek Tragedy. Princeton University Press, Princeton 2001.
- The Homeric Hymn to Demeter. Princeton University Press, Princeton 1994.
- (Hrsg. mit Elaine Fantham, Natalie B. Kampen, Sarah B. Pomeroy und Alan Shapiro): Women in the Classical World: Image and Text. Oxford University Press, Oxford 1994.
- Ritual Irony: Poetry and Sacrifice in Euripides. Cornell University Press, Ithaca and London 1985.
- Reflections of Women in Antiquity. Routledge, London 1981.